# Никола Марковић (информатичар)
Никола Марковић (Ковин, 1939) председник је Друштва за информатику Србије.

## Биографија
Рођен је 1939. године у Ковину, а дипломирао 1962. године на Економском факултету Универзитета у Београду.
Од 1970. до 1985. године радио је на развоју информационог система Скупштине града Београда у својству директора Градског завода за информатику. Од 1985. до 2000. године радио је на развоју информационог система савезних органа и организација у својству помоћника савезног секретара за правосуђе (за сектор информатике) и касније као директор Савезног завода за информатику.
Од 1975. до 1990. године био је професор на Вишој школи за информатику за предмет „Примене рачунара у јавној управи“.
Објавио је око 100 стручних чланака из области информатике и три књиге (као коаутор).
Био је на челу експертских тимова који су припремели предлоге више докумената и прописа из области ИКТ (информационе и комуникационе технологије).
Од 2002. године је у пензији.
Сада је на волонтерској дужности председника Друштва за информатику Србије где има прилике да иницира и води стручне скупове, трибине и округле столове на којима се разматрају актуелна питања развоја информационог друштва у Србији.
Наставио је са проучавањем ИКТ трендова у свету и у Србији и своја размишљања и предлоге пласира преко медија из области информатике: „PCPress“, „Интернет огледало“, „Дигиталне иконе“, „Бизнис и финансије“ и других. Од 2003. године уређује ИКТ Билтен који служи за информисање медија и највишег државног и привредног руководства о трендовима у области ИКТ.
Од 2007. године сарадник је за област информатике у експертском тиму који ради на изради Српске енциклопедије, а коју припремају САНУ и Матица српска.
Добитник је признања: „ИТ Глобус 2007“ за развој ИТ сцене у Србији, „Повеље Радио Београд 2“ за дугогодишњу сарадњу у емисијама из информатике, Е-трговина „AWARD 2010“ за ангажовање на развоју електронског пословања у Србији, Признање еРазвој за 2012. годину за целокупну делатност у области ИКТ и ЗАХВАЛНИЦУ Друштва за информатику ДИС-2013.
Један је од уредника књиге-зборника: „50 година рачунарства у Србији (Хроника дигиталних деценија)“ (2011), а 2013. године је објавио: монографију „40 година Друштва за информатику Србије“ и електронску књигу “Пут у информационо друштво“ која садржи избор објављених чланака и коментара.